# Willy Claes

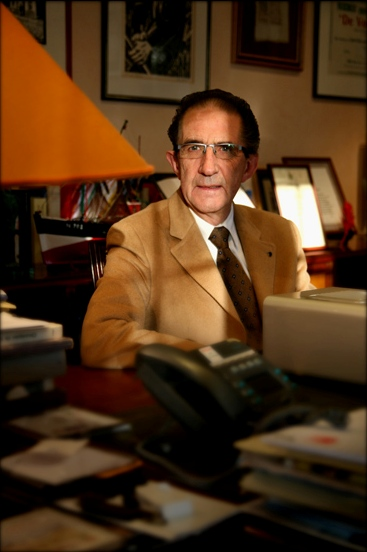
Willy Claes (2008)

Willem Werner Hubert „Willy“ Claes (* 24. November 1938 in Hasselt) ist ein belgischer Politiker der flämischen Sozialistischen Partei. Er war mehrmals Minister in der belgischen Regierung, u. a. von 1992 bis 1994 Außenminister, sowie stellvertretender Premierminister. Von 1994 bis 1995 war er NATO-Generalsekretär.

## Leben
Nach seinem Studium der Politischen Wissenschaften an der Vrije Universiteit Brussel, das er 1960 abschloss, arbeitete Claes bei der sozialistischen Krankenversicherung De Voorzorg in der Provinz Limburg und später beim Nationalverband der sozialistischen Krankenversicherung, dessen Vorsitzender er von 1986 bis 1990 war.
Claes war von 1968 bis 1994 Mitglied der Belgischen Abgeordnetenkammer. Während der Regierung G. Eyskens V wurde er 1972 Bildungsminister, anschließend war er von 1973 bis 1974 erstmals Wirtschaftsminister Belgiens. Von 1975 bis 1977 war er Vorsitzender der Belgischen Sozialistischen Partei, bevor sich diese 1978 in eine flämische und eine französischsprachige Partei trennte. Claes war von 1977 bis 1981 erneut Wirtschaftsminister, von 1979 bis 1981 außerdem stellvertretender Premierminister (Kabinette Martens I bis IV sowie M. Eyskens). König Balduin verlieh ihm 1983 den Ehrentitel eines Staatsministers. 
Von 1988 bis 1992 war Claes abermals Wirtschaftsminister und von 1988 bis 1994 ebenfalls stellvertretender Premierminister Belgiens. Im christdemokratisch-sozialistischen Kabinett Dehaene I war er von März 1992 bis Oktober 1994 belgischer Außenminister. Zu Beginn des Völkermords in Ruanda wurden am 7. April 1994 zehn belgische Blauhelm-Soldaten, welche die ruandische Premierministerin Agathe Uwilingiyimana beschützten, von ruandischen Soldaten getötet. Daraufhin zog Belgien seine Blauhelmtruppen aus Ruanda zurück und Außenminister Claes setzte sich bei den Vereinten Nationen für einen vollständigen Abbruch der Friedensmission UNAMIR ein. Daneben war er ab November 1992 Vorsitzender des Bundes der Sozialdemokratischen Parteien der Europäischen Gemeinschaft und blieb dies auch nach der Umbenennung in Sozialdemokratische Partei Europas (SPE) im Jahr 1994 bis zum März 1995. Sein Nachfolger in diesem Amt war Rudolf Scharping. 
Nach dem Tod von Manfred Wörner wurde Claes im Oktober 1994 zum NATO-Generalsekretär gewählt. Schon ein Jahr später musste er jedoch wegen seiner Verwicklung in die Agusta-Affäre zurücktreten. Im Gegenzug für eine Spende an seine Partei hatte sich Willy Claes 1989, während seiner Zeit als Wirtschaftsminister, dafür eingesetzt, den Auftrag zur Beschaffung von 46 Kampfhubschraubern für die belgischen Streitkräfte an den italienischen Hersteller Agusta zu vergeben. Wegen passiver Korruption (Bestechlichkeit) verurteilte der belgische Kassationshof ihn am 23. Dezember 1998 zu einer Freiheitsstrafe von drei Jahren, die zur Bewährung ausgesetzt wurde. Außerdem entzog das Gericht ihm für fünf Jahre das aktive und passive Wahlrecht.